# Zwarte zeebaars
De zwarte zeebaars (Centropristis striata) is een straalvinnige vis uit de familie van dd zaagbaarzen (Serranidae) en behoort derhalve tot de orde van de baarsachtigen (Perciformes). De vis kan maximaal 66 cm lang en 4300 gram zwaar worden. De hoogst geregistreerde leeftijd is 10 jaar.

## Leefomgeving
Centropristis striata is een zoutwatervis. De vis prefereert een gematigd klimaat en leeft hoofdzakelijk aan de Noord-Amerikaanse oostkust in de Atlantische Oceaan. De diepteverspreiding is 0 tot 1 m onder het wateroppervlak.

## Relatie tot de mens
Centropristis striata is voor de visserij van aanzienlijk commercieel belang. In de hengelsport wordt er weinig op de vis gejaagd. De soort kan worden bezichtigd in sommige openbare aquaria.